# تمارا بيرنير إيفانز
تمارة بيرنير إيفانز هي كاتِبة ومغنية ومنتجة أسطوانات وملحنة كندية، ولدت في 6 يونيو 1974 في نورث باي في كندا.